# 稲葉秀三
稲葉 秀三（いなば　ひでぞう、1907年（明治40年）4月9日 - 1996年（平成8年）4月17日）は、日本の官僚、実業家、経済評論家。日本工業新聞社社長。産業経済新聞社社長。

## 人物・来歴
京都府京都市生まれ。1931年京都帝国大学文学部哲学科卒。1934年東京帝国大学経済学部卒。
1937年企画院に入り、物資動員計画を策定。「日本が米、英、ソ連と戦争するには経済的に無理」との報告書を提出したことなどで、軍部より左翼とみなされ、太平洋戦争突入直前に、革新官僚と呼ばれたひとたちとともに、治安維持法で逮捕され（企画院事件）、3年間、拘置された（その後、無罪）。
戦後は、経済安定本部で、日本の経済復興計画に従事し、経済復興が軌道に乗ったあとは、各種政府諮問委員などを通じ、戦後の日本経済の発展に貢献した。また終戦直後、日本で初の本格的経済シンクタンクである国民経済研究協会を設立。経済調査分野でも大きな足跡を残した。
1986年から93年までは、日本生産性本部の前身である社会経済国民会議議長を担い、1992年6月には連合の確認団体である連合の会代表世話人となった。
1962年にサンケイ新聞論説主幹、同年から6年半は日本工業新聞社長、1965年から3年間は産業経済新聞社長を歴任し、情報化時代を先取りした新聞経営にも努めた。
1996年4月17日、腎不全のため東京都港区の病院で死去。89歳没。

## 著書
- 『賃金はいかにきめられているか その基礎資料と解説』時事通信社、1948年。
- 『日本経済の現実 1950』時事通信社、1950年。
- 『世界経済行脚 外から見た日本』時事通信社、1953年。
- 『アメリカのマーケッティング』時事通信社 時事新書、1957年。
- 『世界経済と日本』宝文館、1957年。
- 『日本経済の曲り角』白凰社、1961年。
- 『激動30年の日本経済 私の経済体験記』実業之日本社、1965年。
- 『経営対談』日本工業新聞社、1966年。
- 『警告!政治後進国日本』コンピュータ・エージ社 (発売)、1983年。

### 共著
- 『日本経済の将来 経済復興計画の全貌と批判』編 広田豪佐等著 中央労働学園、1948年。
- 『新らしい景気予測 経済統計の見方・使い方』向坂正男共編著 日本評論新社、1957年。
- 『現代日本経済論 有沢広巳先生還暦記念』相原茂共編 至誠堂、1958年。
- 『エネルギー政策の新展開 欧州の実態と日本の問題点』土屋清共編 ダイヤモンド社、1961年。
- 『日本の産業と雇用問題』真島毅夫共著 日本労働協会 JIL文庫、1961年。
- 『成功のコツ』編著 日本工業新聞社、1963年。
- 『アイデアに生きる』編 日本工業新聞社出版部、1964年。
- 『産業再編成と企業経営』矢野誠也共編 ダイヤモンド社、1967年。
- 『資本自由化と独占禁止法』坂根哲夫共編 至誠堂、1967年。
- 『日米繊維交渉 "経済戦争"の展開とその教訓』生田豊朗共著 金融財政事情研究会、1970年。
- 『西欧の選択 革新への2大潮流』編 日本生産性本部、1976年。
- 『日本からみたソ連経済改革への提言』堤清二共編 日本経済新聞社、1991年。

### 翻訳
- ドナルド・F.ブランカーツ,ロバート・ファーバー,ヒュージ・G.ウェールス『マーケッティング・リサーチ 事例と問題』日本経済新聞社、1957年。
- ウイリアム・シュルツ『マーケティング読本』時事通信社 時事新書、1958年。
- ナサニエル・キャンター『経営者読本』松木勇共訳 時事通信社 時事新書、1959年。
- エドワード・C.バースク『経営能率の向上』松木勇共訳 時事通信社 時事新書、1959年。
- ウィルフレッド・オーエン『現代の都市交通 問題点とその対策』小泉信一共訳 丸善、1960年。
- W.バッキンガム『第三の技術革新 現代を変えるオートメ化の再評価』監訳 ダイヤモンド社、1964年。